# Pekandangan Jaya
Pekandangan Jaya is een bestuurslaag in het regentschap Indramayu van de provincie West-Java, Indonesië. Pekandangan Jaya telt 4708 inwoners (volkstelling 2010).